# 东晓南站
东晓南站是广州地铁2號線与10號線的換乘车站，位於中国广东省广州市海珠区东晓南路、南洲北路及侨港路口之间的地底，于2010年9月25日啟用。
另外，10号线本站至工业大道南站相距只有558米，是目前廣州地鐵線網相距最近的兩個車站。

## 車站結構
东晓南站分为两个站体：位于東曉南路东侧下方的2号线站体，以及位于僑港路下方的10号线站体。车站周边为東曉南路、南洲北路、僑港路，內環路高架橋以及附近住宅區。

### 2号线站体
2号线站体共设有兩層。地面為车站各出入口；地下一層為站廳层；地下二層為2號線站台層。
| 地下一层 | 站厅     | 售票機、客服中心、商店、警务室、安检设施 经换乘通道前往 █10号线 |  |  |
| 地下二层 | 2 站台   | █2号线 广州南站方向（下站：南洲）                               |  |  |
|          | 侧式站台 |                                                                 |  |  |
|          | 1 站台   | █2号线 嘉禾望岗方向（下站：江泰路）                             |  |  |
|          | 侧式站台 |                                                                 |  |  |

### 10号线站体
10号线站体共设有三层，地面为车站各出入口；地下一层为站厅及换乘通道；地下二层为设备层；地下三层为10号线站台层。
| 地下一层 | 10号线站廳                 | 售票機、客服中心、商店、警务室、安检设施 |  |  |
|          | 換乘通道                   | 前往 █2号线                              |  |  |
| 地下二层 | 设备区                     | 车站设备                                 |  |  |
| 地下三层 | 4 站台                     | █10号线 西塱方向（下站：工业大道南）     |  |  |
|          | 岛式站台（卫生间、母婴室） |                                          |  |  |
|          | 3 站台                     | █10号线 杨箕东方向（下站：五凤）         |  |  |

### 站厅及换乘
东晓南站站厅分为2号线和10号线两部分，均位于地下一层。两个站厅现时通过2号线原C出入口的通道作为两线之间付费区内的换乘通道，另在该通道以南设有一个新建的付费区换乘通道，唯该通道尚在建设中，因此现时两个站厅在非付费区互不相通。由于两线站体之间有高度差，现时的换乘通道設有楼梯接驳，同時设有供残障人士使用的輪椅升降台。
为方便行人进出及换乘，现时2号线站厅西侧、10号线站厅东南侧被划为付费区。2号线站厅付费区内各自设有两條扶手电梯、一台专用电梯以及一组楼梯以连接两个不同方向的站台，10号线站厅付费区则设有七条扶手电梯、一台专用电梯及一组楼梯连接10号线月台。
2号线和10号线站厅均設有自动售票機及智能客務中心。东晓南站2号线站体現時设有7-11便利店、周黑鸭等商店，站內亦設有自助售卡/充值机等设施。两线车站控制中心旁设有自動體外去顫器。

### 月台
东晓南站2号线为兩個皆位于轨道东侧且位于同層的側式月台，位於東曉南路東側的地底；10号线则设有一个岛式月台，位于侨港路的地底。其中2号线在上层，10号线在下层。
受制於內環路高架橋橋墩以及週邊住宅的地基，2號線走線被迫佈置於高架橋東側的東曉南路地底，無法如同樣位於橋下的鳳凰新村站等車站般，設置分佈於高架橋兩側的分離島式月台。同時受到線間距的限制，無法設置寬度滿足國家標準的島式月台（寬度至少8米），因此采用间隔式側式月台的设计。
另外，本站的卫生间及母婴室设于10号线站台位于五凤方向的端头。

### 出入口
东晓南站目前有4个出入口供乘客进出。车站启用时曾设有C1和C2两个出入口，后于2020年为配合10号线车站的工程而关闭并拆卸。10号线站体部分启用后另在东晓南路侨港路口西北角增设D及E1出入口，其中D出入口为原C1出入口位置另建而来。此外，10号线另设的C出入口位于原C2出入口处、E2出入口位于E1出入口旁，目前仍在建设中。
|                                                             |                                                           |      |          | |
|                                                             |                                                           |      |          | |
| 编号                                                        | 设施                                                      | 照片 | 出口指示 | 建议前往的目的地                                                                                   |
| 2号线站厅                                                   |                                                           |      |          | |
| A                                                           | 扶手电梯标志                                              |      | 东晓南路 | 南洲北路、中山大学孙逸仙纪念医院南院区 公交：南洲北路总站 、地铁东晓南站（东行）、地铁东晓南站总站 |
| B                                                           | 盲道标志 · 轮椅升降台标志 · 无障碍通道标志 · 扶手电梯标志 |      | 东晓南路 | 南洲北路 公交：晓港湾站（北行）                                                                    |
| 10号线站厅                                                  |                                                           |      |          | |
| D                                                           | 盲道标志 · 升降机标志 · 无障碍通道标志 · 扶手电梯标志     |      | 东晓南路 | 广州海珠城光荟 公交：晓港湾站                                                                      |
| E1                                                          | 盲道标志 · 扶手电梯标志                                   |      | 侨港路   | 东晓南路 公交：侨诚花园总站                                                                        |
| 註： 設有 \| 設有 \| 設有 \| 設有輪椅升降台 \| 設有扶手電梯 |                                                           |      |          | |

## 接驳交通
| 公交 \| 编号 \| 编号 \| 线路 \| 线路 \| 线路 \| 收费 \| 备注 \| \| ---- \| ----- \| ---------------------------- \| ---------------------- \| ---------------------- \| ---------------------- \| --------------------------------- \| \| \| 5 \| 沥滘 \| ⇆ \| 广州火车站（草暖公园） \| 2元 \| \| \| \| 35 \| 大学城（科学中心） \| ⇆ \| 文德路 \| 3元 \| \| \| \| 70 \| 沥滘 \| ⇆ \| 水秀一路 \| 2元 \| \| \| \| 82 \| 中山八路 \| ⇆ \| 沥滘 \| 2元 \| 经江南大道、东晓南路 \| \| \| 129 \| 南國奧林匹克花園 \| ⇆ \| 錦城花園（东风东） \| 3元 \| \| \| \| 263 \| 广州火车东站 \| ⇆ \| 盈丰路 \| 2元 \| \| \| \| 273 \| 广州火车站（草暖公园） \| ⇆ \| 晓港湾 \| 2元 \| \| \| \| 广276 \| （广州）南洲北路（好信广场） \| ⇆ \| （佛山）万科四季花城 \| 2–3元 \| \| \| \| 287 \| 晓港湾 \| ⇆ \| 动物园（先烈中路） \| 2元 \| \| \| \| 462 \| 已于2024年7月13日停办 \| 已于2024年7月13日停办 \| 已于2024年7月13日停办 \| 已于2024年7月13日停办 \| 已于2024年7月13日停办 \| \| \| 466 \| 地铁东晓南站 \| ⇆ \| 后滘西大街 \| 2元 \| \| \| \| 779 \| 阅江路（珠江啤酒厂） \| ⇆ \| 南洲北路 \| 2元 \| \| \| \| 780 \| 芳村葵蓬（嵘都花园） \| ⇆ \| 南洲花园 \| 2元 \| \| \| \| 961 \| 已于2023年11月25日停办 \| 已于2023年11月25日停办 \| 已于2023年11月25日停办 \| 已于2023年11月25日停办 \| 已于2023年11月25日停办 \| \| \| 夜4 \| 恒福路 \| ⇆ \| 海珠客运站 \| 3元 \| 10路附属线路 \| \| \| 夜24 \| 白云山制药厂 \| ⇆ \| 紙廠橫馬路 \| 4元 \| 836路附属线路 \| \| \| 夜33 \| 石榴岗 \| ⇆ \| 中山八路 \| 4元 \| 经江南大道、东晓南路 82路附属线路 \| \| \| 夜44 \| 海珠客运站 \| ⇆ \| 桥中 \| 3元 \| 208路附属线路 \| \| \| 夜102 \| 广州南站 \| ⇆ \| 东山 \| 4元 \| 303A路附属线路 \| |       |                              |                        |                        |                        |                                   |
| 编号 | 编号  | 线路                         | 线路                   | 线路                   | 收费                   | 备注                              |
| | 5     | 沥滘                         | ⇆                      | 广州火车站（草暖公园） | 2元                    |                                   |
| | 35    | 大学城（科学中心）           | ⇆                      | 文德路                 | 3元                    |                                   |
| | 70    | 沥滘                         | ⇆                      | 水秀一路               | 2元                    |                                   |
| | 82    | 中山八路                     | ⇆                      | 沥滘                   | 2元                    | 经江南大道、东晓南路              |
| | 129   | 南國奧林匹克花園             | ⇆                      | 錦城花園（东风东）     | 3元                    |                                   |
| | 263   | 广州火车东站                 | ⇆                      | 盈丰路                 | 2元                    |                                   |
| | 273   | 广州火车站（草暖公园）       | ⇆                      | 晓港湾                 | 2元                    |                                   |
| | 广276 | （广州）南洲北路（好信广场） | ⇆                      | （佛山）万科四季花城   | 2–3元                  |                                   |
| | 287   | 晓港湾                       | ⇆                      | 动物园（先烈中路）     | 2元                    |                                   |
| | 462   | 已于2024年7月13日停办        | 已于2024年7月13日停办  | 已于2024年7月13日停办  | 已于2024年7月13日停办  | 已于2024年7月13日停办             |
| | 466   | 地铁东晓南站                 | ⇆                      | 后滘西大街             | 2元                    |                                   |
| | 779   | 阅江路（珠江啤酒厂）         | ⇆                      | 南洲北路               | 2元                    |                                   |
| | 780   | 芳村葵蓬（嵘都花园）         | ⇆                      | 南洲花园               | 2元                    |                                   |
| | 961   | 已于2023年11月25日停办       | 已于2023年11月25日停办 | 已于2023年11月25日停办 | 已于2023年11月25日停办 | 已于2023年11月25日停办            |
| | 夜4   | 恒福路                       | ⇆                      | 海珠客运站             | 3元                    | 10路附属线路                      |
| | 夜24  | 白云山制药厂                 | ⇆                      | 紙廠橫馬路             | 4元                    | 836路附属线路                     |
| | 夜33  | 石榴岗                       | ⇆                      | 中山八路               | 4元                    | 经江南大道、东晓南路 82路附属线路 |
| | 夜44  | 海珠客运站                   | ⇆                      | 桥中                   | 3元                    | 208路附属线路                     |
| | 夜102 | 广州南站                     | ⇆                      | 东山                   | 4元                    | 303A路附属线路                    |

## 利用状况
东晓南站周边有晓港湾、合生颐景华苑、南洲花苑、侨诚花园等住宅小区及邻近瑞宝村，因此車站的客流相當高，尤是在平日早晚高峰及节假日期間。但由於本站未有設置折返線，列車無法於本站折返，因此雖然本站客流頗為可觀，但未能成為2號線早高峰短線車途經的車站之一。

## 历史

### 规划及兴建
东晓南站最早出现于1997年出現的《廣州市城市快速軌道交通線網規劃研究（最終報告）》中的2號線拆分后一个沿线车站，当时命名为东晓南路站，位置与现时基本一致。3号线支线拆解并延长后的10号线在2010年的《2020-2040年地鐵線網規劃公眾諮詢方案》中，设置东晓南站与2号线交汇。
随后本站于2007年正式动工；2009年3月16日，工地旁的东晓南路南往北方向晓港湾公交车站旁发生地陷，面积约10平方米左右，附近几十户居民被迫疏散，所幸未造成人员伤亡。
2010年9月28日，本站随新二号线、八号线开通运营而正式启用。同年12月16日，C1、C2出入口正式啟用。
10号线车站于2020年4月30日开始围蔽施工。同时為配合10号线车站的建設，2號線C1及C2出入口于2020年8月21日起关闭并拆卸。現有C出入口通道將成為站廳非付費區聯絡通道，同時在該通道南側新建付費區換乘通道，为减少施工期间对周边的影响，其中前者会在10号线启用初期作为付费区内换乘通道使用，后者则在10号线开通前夕才会开始建设。车站于2021年10月进入主体结构施工阶段。2025年3月31日，本站完成“三权”移交。2025年6月29日，车站10号线部分正式启用，本站正式成为换乘车站。本站英文站名亦在稍早前由Dongxiaonan更改为Dongxiao South。

### 运营事件
2013年9月2日晚6时50分，本站前往广州南站的一列2号线列车，被一名将行李落在站台的乘客紧急解锁車門而拉停，随后由于车内乘客透過車廂和驾驶室之間的瞭望窗看到下趟列车的車頭燈光，担心发生追尾事故，又再度解锁车门企圖逃離車廂。乘客恐慌中逃向车厢前部，引发混乱，2号线广州南站方向的列車服務因此延误10多分钟。此事件过后，广州地铁在短时间内以安全为由封闭全線網所有列车的瞭望窗，引發部分市民的不滿。
2022年年末疫情期间，本站曾受防控措施影响，于2022年11月5日9时至11月30日下午暂停服务；期间为服务成人高考等考试考生，5日及6日的早上9时前仍提供正常服务。